# Jombok (Pule)
Jombok is een bestuurslaag in het regentschap Trenggalek van de provincie Oost-Java, Indonesië. Jombok telt 8815 inwoners (volkstelling 2010).